# Nikołaj Bystrych
Nikołaj Michajłowicz Bystrych (ros. Николай Михайлович Быстрых, ur. 14 stycznia?/26 stycznia 1893 w guberni permskiej, zm. 22 lutego 1939) – funkcjonariusz radzieckich służb specjalnych, komisarz bezpieczeństwa państwowego III rangi.

## Życiorys
Po ukończeniu dwuklasowej szkoły pracował w fabryce m.in. jako tokarz, za działalność w ruchu rewolucyjną zwolniony z pracy, trzykrotnie aresztowany, od 1914 służył w armii, w 1917 członek komitetu pułkowego. Od października 1917 członek SDPRR(b), członek Czerwonej Gwardii, 1918 pracownik wydziału kontrwywiadu, od maja 1918 funkcjonariusz Czeki. Organizator permskiej gubernialnej Czeki, w latach 1918–1919 członek Kolegium wiackiej gubernialnej Czeki i kierownik jej sekcji operacyjnej, w kwietniu-maju 1919 szef Wydziału Specjalnego 4 Dywizji Piechoty i 30 Dywizji Piechoty, od listopada 1919 do lutego 1920 szef agentury Wydziału Specjalnego 3 Armii, w kwietniu-maju 1920 szef Wydziału Specjalnego gubernialnej Czeki w Jekaterynburgu, od 29 maja 1920 zastępca szefa, a od 19 czerwca do września 1920 szef Wydziału Specjalnego 16 Armii. Od 26 października do grudnia 1920 szef Wydziału Specjalnego 6 Armii, w listopadzie-grudniu 1920 szef Wydziału Specjalnego Krymskiej Czeki, od 16 maja 1921 do maja 1922 szef Wydziału Specjalnego Charkowskiego Okręgu Wojskowego, od 19 maja 1922 do 1923 zastępca szefa Tajnej Sekcji Operacyjnej GPU Ukraińskiej SRR, równocześnie zastępca szefa, a od 21 lutego 1923 do 30 lipca 1931 szef Wydziału Specjalnego GPU Ukraińskiej SRR i Wydziału Specjalnego Ukraińskiego Okręgu Wojskowego. Starszy inspektor wojsk OGPU Ukraińskiego Okręgu, od listopada 1926 do 30 lipca 1931 szef Zarządu Ochrony Pogranicznej i wojsk GPU Ukraińskiej SRR, 1931 zastępca przewodniczącego GPU Ukraińskiej SRR, od 30 lipca 1931 do 8 kwietnia 1933 szef Głównego Zarządu Ochrony Pogranicznej i wojsk OGPU ZSRR, od 18 sierpnia 1931 do 3 czerwca 1932 szef Głównego Inspektoratu Milicji OGPU ZSRR, od 8 kwietnia 1933 do 10 lipca 1934 zastępca pełnomocnego przedstawiciela OGPU w Środkowej Azji. Od 13 lipca do 26 listopada 1934 szef Zarządu Wojsk Pogranicznych i Wewnętrznych Zarządu NKWD Środkowej Azji i zastępca szefa Zarządu NKWD Środkowej Azji, od 26 listopada 1934 do 1 grudnia 1936 główny inspektor wojsk pogranicznych, wewnętrznych i milicji przy ludowym komisarzu spraw wewnętrznych ZSRR, od 11 grudnia 1935 komisarz bezpieczeństwa państwowego III rangi, od 1 grudnia 1936 do 1938 zastępca szefa Głównego Zarządu Milicji Robotniczo-Chłopskiej NKWD ZSRR. 
W październiku 1938 aresztowany, 22 lutego 1939 skazany na śmierć przez Kolegium Wojskowe Sądu Najwyższego ZSRR i rozstrzelany. 22 września 1956 pośmiertnie zrehabilitowany.

## Odznaczenia
- Order Czerwonego Sztandaru (dwukrotnie - 1923 i 1924)
- Order Czerwonej Gwiazdy (14 lutego 1936)
- Odznaka "Honorowy Funkcjonariusz Czeki/GPU (V)"
- Odznaka "Honorowy Funkcjonariusz Czeki/GPU (XV)" (20 grudnia 1932)